# Artemisia siversiana
Artemisia siversiana là một loài thực vật có hoa trong họ Cúc. Loài này được Ehrh. ex Willd. mô tả khoa học đầu tiên năm 1803.